# Chimalpilli I
Chimalpilli I, también conocido como fue Huehue Chimalpilli, fue tlatoani (gobernante) del altépetl (ciudad-estado) azteca de Ecatepec desde 1428 hasta su muerte en 1465. Fue el primer rey histórico conocido de esa ciudad.
Posteriormente existió Chimalpilli II.

## Biografía
Chimalpilli era hijo de Chichimecacihuatzin II. Su padre fue el emperador azteca Moctezuma I y su madre la reina Chichimecacihuatzin I.
Su padre fue Huehue Huanitzin, un «gran líder» de Itztapalapan.
Su sucesor fue Tezozómoc, hijo del emperador Chimalpopoca.

## Árbol de familia
Chimalpilli tuvo un hijo llamado Matlaccoatzin, y a veces se le llama rey.
|                            |                            |                            |                            |                                                                      |                                                                      | Huehue Tezozomoctli                                                  | Huehue Tezozomoctli                                                  | Huehue Tezozomoctli                                                  | Huehue Tezozomoctli                                                  | Huehue Tezozomoctli                 | Huehue Tezozomoctli                 |                   |                   |                                    |  |  |  | Chimalpilli I tlahtoani de Ecatepec | Chimalpilli I tlahtoani de Ecatepec | Chimalpilli I tlahtoani de Ecatepec    | Chimalpilli I tlahtoani de Ecatepec    | Chimalpilli I tlahtoani de Ecatepec    | Chimalpilli I tlahtoani de Ecatepec    |                                        |                                        |                             |                             |                                           |                                           |                                           |                                           |                                           |                                           |  |  |  |  |  |  |  |  |  |  |  |  |
|                            |                            |                            |                            |                                                                      |                                                                      | Huehue Tezozomoctli                                                  | Huehue Tezozomoctli                                                  | Huehue Tezozomoctli                                                  | Huehue Tezozomoctli                                                  | Huehue Tezozomoctli                 | Huehue Tezozomoctli                 |                   |                   |                                    |  |  |  | Chimalpilli I tlahtoani de Ecatepec | Chimalpilli I tlahtoani de Ecatepec | Chimalpilli I tlahtoani de Ecatepec    | Chimalpilli I tlahtoani de Ecatepec    | Chimalpilli I tlahtoani de Ecatepec    | Chimalpilli I tlahtoani de Ecatepec    |                                        |                                        |                             |                             |                                           |                                           |                                           |                                           |                                           |                                           |  |  |  |  |  |  |  |  |  |  |  |  |
|                            |                            |                            |                            |                                                                      |                                                                      | Axayacatl tlahtoani de Tenochtitlan                                  | Axayacatl tlahtoani de Tenochtitlan                                  | Axayacatl tlahtoani de Tenochtitlan                                  | Axayacatl tlahtoani de Tenochtitlan                                  | Axayacatl tlahtoani de Tenochtitlan | Axayacatl tlahtoani de Tenochtitlan |                   |                   |                                    |  |  |  | Matlaccoatzin tlahtoani de Ecatepec | Matlaccoatzin tlahtoani de Ecatepec | Matlaccoatzin tlahtoani de Ecatepec    | Matlaccoatzin tlahtoani de Ecatepec    | Matlaccoatzin tlahtoani de Ecatepec    | Matlaccoatzin tlahtoani de Ecatepec    |                                        |                                        |                             |                             |                                           |                                           |                                           |                                           |                                           |                                           |  |  |  |  |  |  |  |  |  |  |  |  |
|                            |                            |                            |                            |                                                                      |                                                                      | Axayacatl tlahtoani de Tenochtitlan                                  | Axayacatl tlahtoani de Tenochtitlan                                  | Axayacatl tlahtoani de Tenochtitlan                                  | Axayacatl tlahtoani de Tenochtitlan                                  | Axayacatl tlahtoani de Tenochtitlan | Axayacatl tlahtoani de Tenochtitlan |                   |                   |                                    |  |  |  | Matlaccoatzin tlahtoani de Ecatepec | Matlaccoatzin tlahtoani de Ecatepec | Matlaccoatzin tlahtoani de Ecatepec    | Matlaccoatzin tlahtoani de Ecatepec    | Matlaccoatzin tlahtoani de Ecatepec    | Matlaccoatzin tlahtoani de Ecatepec    |                                        |                                        |                             |                             |                                           |                                           |                                           |                                           |                                           |                                           |  |  |  |  |  |  |  |  |  |  |  |  |
|                            |                            |                            |                            |                                                                      |                                                                      |                                                                      |                                                                      |                                                                      |                                                                      |                                     |                                     |                   |                   |                                    |  |  |  |                                     |                                     |                                        |                                        |                                        |                                        |                                        |                                        |                             |                             |                                           |                                           |                                           |                                           |                                           |                                           |  |  |  |  |  |  |  |  |  |  |  |  |
|                            |                            |                            |                            |                                                                      |                                                                      |                                                                      |                                                                      |                                                                      |                                                                      |                                     |                                     |                   |                   |                                    |  |  |  |                                     |                                     |                                        |                                        |                                        |                                        |                                        |                                        |                             |                             |                                           |                                           |                                           |                                           |                                           |                                           |  |  |  |  |  |  |  |  |  |  |  |  |
|                            |                            |                            |                            |                                                                      |                                                                      |                                                                      |                                                                      |                                                                      |                                                                      |                                     |                                     |                   |                   |                                    |  |  |  |                                     |                                     |                                        |                                        |                                        |                                        |                                        |                                        |                             |                             |                                           |                                           |                                           |                                           |                                           |                                           |  |  |  |  |  |  |  |  |  |  |  |  |
| Tezozomoctli Acolnahuácatl | Tezozomoctli Acolnahuácatl | Tezozomoctli Acolnahuácatl | Tezozomoctli Acolnahuácatl | Tezozomoctli Acolnahuácatl                                           | Tezozomoctli Acolnahuácatl                                           |                                                                      |                                                                      | Tlacuilolxochtzin                                                    | Tlacuilolxochtzin                                                    | Tlacuilolxochtzin                   | Tlacuilolxochtzin                   | Tlacuilolxochtzin | Tlacuilolxochtzin |                                    |  |  |  |                                     |                                     | Moctezuma II tlahtoani de Tenochtitlan | Moctezuma II tlahtoani de Tenochtitlan | Moctezuma II tlahtoani de Tenochtitlan | Moctezuma II tlahtoani de Tenochtitlan | Moctezuma II tlahtoani de Tenochtitlan | Moctezuma II tlahtoani de Tenochtitlan |                             |                             | Tlapalizquixochtzin tlahtoani de Ecatepec | Tlapalizquixochtzin tlahtoani de Ecatepec | Tlapalizquixochtzin tlahtoani de Ecatepec | Tlapalizquixochtzin tlahtoani de Ecatepec | Tlapalizquixochtzin tlahtoani de Ecatepec | Tlapalizquixochtzin tlahtoani de Ecatepec |  |  |  |  |  |  |  |  |  |  |  |  |
| Tezozomoctli Acolnahuácatl | Tezozomoctli Acolnahuácatl | Tezozomoctli Acolnahuácatl | Tezozomoctli Acolnahuácatl | Tezozomoctli Acolnahuácatl                                           | Tezozomoctli Acolnahuácatl                                           |                                                                      |                                                                      | Tlacuilolxochtzin                                                    | Tlacuilolxochtzin                                                    | Tlacuilolxochtzin                   | Tlacuilolxochtzin                   | Tlacuilolxochtzin | Tlacuilolxochtzin |                                    |  |  |  |                                     |                                     | Moctezuma II tlahtoani de Tenochtitlan | Moctezuma II tlahtoani de Tenochtitlan | Moctezuma II tlahtoani de Tenochtitlan | Moctezuma II tlahtoani de Tenochtitlan | Moctezuma II tlahtoani de Tenochtitlan | Moctezuma II tlahtoani de Tenochtitlan |                             |                             | Tlapalizquixochtzin tlahtoani de Ecatepec | Tlapalizquixochtzin tlahtoani de Ecatepec | Tlapalizquixochtzin tlahtoani de Ecatepec | Tlapalizquixochtzin tlahtoani de Ecatepec | Tlapalizquixochtzin tlahtoani de Ecatepec | Tlapalizquixochtzin tlahtoani de Ecatepec |  |  |  |  |  |  |  |  |  |  |  |  |
|                            |                            |                            |                            |                                                                      |                                                                      |                                                                      |                                                                      |                                                                      |                                                                      |                                     |                                     |                   |                   |                                    |  |  |  |                                     |                                     |                                        |                                        |                                        |                                        |                                        |                                        |                             |                             |                                           |                                           |                                           |                                           |                                           |                                           |  |  |  |  |  |  |  |  |  |  |  |  |
|                            |                            |                            |                            | Don Diego de Alvarado Huanitzin tlahtoani de Ecatepec y Tenochtitlan | Don Diego de Alvarado Huanitzin tlahtoani de Ecatepec y Tenochtitlan | Don Diego de Alvarado Huanitzin tlahtoani de Ecatepec y Tenochtitlan | Don Diego de Alvarado Huanitzin tlahtoani de Ecatepec y Tenochtitlan | Don Diego de Alvarado Huanitzin tlahtoani de Ecatepec y Tenochtitlan | Don Diego de Alvarado Huanitzin tlahtoani de Ecatepec y Tenochtitlan |                                     |                                     |                   |                   |                                    |  |  |  |                                     |                                     |                                        |                                        |                                        |                                        | Doña Francisca de Moctezuma            | Doña Francisca de Moctezuma            | Doña Francisca de Moctezuma | Doña Francisca de Moctezuma | Doña Francisca de Moctezuma               | Doña Francisca de Moctezuma               |                                           |                                           |                                           |                                           |  |  |  |  |  |  |  |  |  |  |  |  |
|                            |                            |                            |                            | Don Diego de Alvarado Huanitzin tlahtoani de Ecatepec y Tenochtitlan | Don Diego de Alvarado Huanitzin tlahtoani de Ecatepec y Tenochtitlan | Don Diego de Alvarado Huanitzin tlahtoani de Ecatepec y Tenochtitlan | Don Diego de Alvarado Huanitzin tlahtoani de Ecatepec y Tenochtitlan | Don Diego de Alvarado Huanitzin tlahtoani de Ecatepec y Tenochtitlan | Don Diego de Alvarado Huanitzin tlahtoani de Ecatepec y Tenochtitlan |                                     |                                     |                   |                   |                                    |  |  |  |                                     |                                     |                                        |                                        |                                        |                                        | Doña Francisca de Moctezuma            | Doña Francisca de Moctezuma            | Doña Francisca de Moctezuma | Doña Francisca de Moctezuma | Doña Francisca de Moctezuma               | Doña Francisca de Moctezuma               |                                           |                                           |                                           |                                           |  |  |  |  |  |  |  |  |  |  |  |  |
|                            |                            |                            |                            |                                                                      |                                                                      |                                                                      |                                                                      |                                                                      |                                                                      |                                     |                                     |                   |                   |                                    |  |  |  |                                     |                                     |                                        |                                        |                                        |                                        |                                        |                                        |                             |                             |                                           |                                           |                                           |                                           |                                           |                                           |  |  |  |  |  |  |  |  |  |  |  |  |
|                            |                            |                            |                            |                                                                      |                                                                      |                                                                      |                                                                      |                                                                      |                                                                      |                                     |                                     |                   |                   | Don Hernando de Alvarado Tezozómoc |  |  |  |                                     |                                     |                                        |                                        |                                        |                                        |                                        |                                        |                             |                             |                                           |                                           |                                           |                                           |                                           |                                           |  |  |  |  |  |  |  |  |  |  |  |  |